# Stortjärnen (Våmhus socken, Dalarna)
Stortjärnen är en sjö i Mora kommun i Dalarna och ingår i Dalälvens huvudavrinningsområde.